# Ердманхаузен
Ердманхаузен (њем. Erdmannhausen) општина је у њемачкој савезној држави Баден-Виртемберг. Једно је од 39 општинских средишта округа Лудвигсбург. Према процјени из 2010. у општини је живјело 4.710 становника. Посједује регионалну шифру (AGS) 8118014.

## Географски и демографски подаци
Ердманхаузен се налази у савезној држави Баден-Виртемберг у округу Лудвигсбург. Општина се налази на надморској висини од 269 метара. Површина општине износи 8,7 km². У самом мјесту је, према процјени из 2010. године, живјело 4.710 становника. Просјечна густина становништва износи 541 становника/km².